# Kingwood
Kingwood es el sexto álbum del grupo sueco de punk rock Millencolin, lanzado el 30 de marzo de 2005 en Suecia y el 12 de abril de 2005 en América del Norte. Se lanzaron dos singles del álbum: "Ray" y "Shut You Out".

## Lista de canciones
1. "Farewell My Hell" - 2:52
2. "Birdie" - 2:32
3. "Cash or Clash" - 2:40
4. "Shut You Out" - 3:39
5. "Biftek Supernova" - 2:18
6. "My Name is Golden" - 3:08
7. "Ray" - 2:52
8. "Novo" - 2:58
9. "Simple Twist of Hate" - 1:29
10. "Stalemate" - 3:18
11. "Mooseman's Jukebox" - 2:12
12. "Hard Times" - 4:07
13. "Phony Tony" (Sólo en la edición japonesa) - 2:59

## Créditos
- Nikola Sarcevic - cantante, bajo
- Erik Ohlsson - guitarra
- Mathias Färm - guitarra
- Fredrik Larzon - batería

- Datos: Q2629385